# فرانشيسكو بوروميني

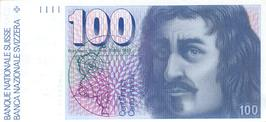
ورقة 100 فرنك سويسري عليها صورة يوروميني

فرانشيسكو بوروميني (25 سبتمبر1599 –2 أغسطس 1667) مهندس معماري إيطالي والذي كان مع معاصريه جيان لورينزو برنيني وبيترو دا كورتونا، من الشخصيات الرائدة في ظهور العمارة الرومانية الباروكية.
طور بوروميني، وهو طالب متحمس لهندسة مايكل أنجلو وأنقاض العصور القديمة، هندسة معمارية مبتكرة ومميزة، إذا كانت غير تقليدية إلى حد ما، تستخدم التلاعب بالأشكال المعمارية الكلاسيكية والمنطق الهندسي في خططه والمعاني الرمزية في مبانيه. يبدو أنه كان لديه فهم سليم للهياكل، التي ربما افتقر إليها برنيني وكورتونا، والذين دُربوابشكل أساسي في مجالات أخرى من الفنون البصرية.

## سيرة
ولد بوروميني في قرية تدعى بيسون، كانتون تيسينو، بالقرب لوغانو سويسرا. تعلم على يد ابيه جيوفاني دومينيكو كاستيلي حرفة قص الأحجار، وعندما كان صغير انتقل إلى مدينة ميلانو ليستمر في دراسة وممارسة هوايته.
في عام 1619، انتقل إلى روما وبدأ العمل مع كارلو ماديرنو، قريبه البعيد، في كاتدرائية القديس بطرس ثم في قصر باربيريني أيضًا،عندما توفي ماديرنو في عام 1629، انضم هو وبيترو دا كورتونا إلى العمل في القصر تحت إشراف برنيني. بمجرد أن أصبح في روما، قام بتغيير اسمه من كاستيلي إلى بوروميني، وهو اسم مشتق من عائلة والدته وربما أيضًا بعيدًا عن سانت تشارلز بوروميو.

## أهم أعماله

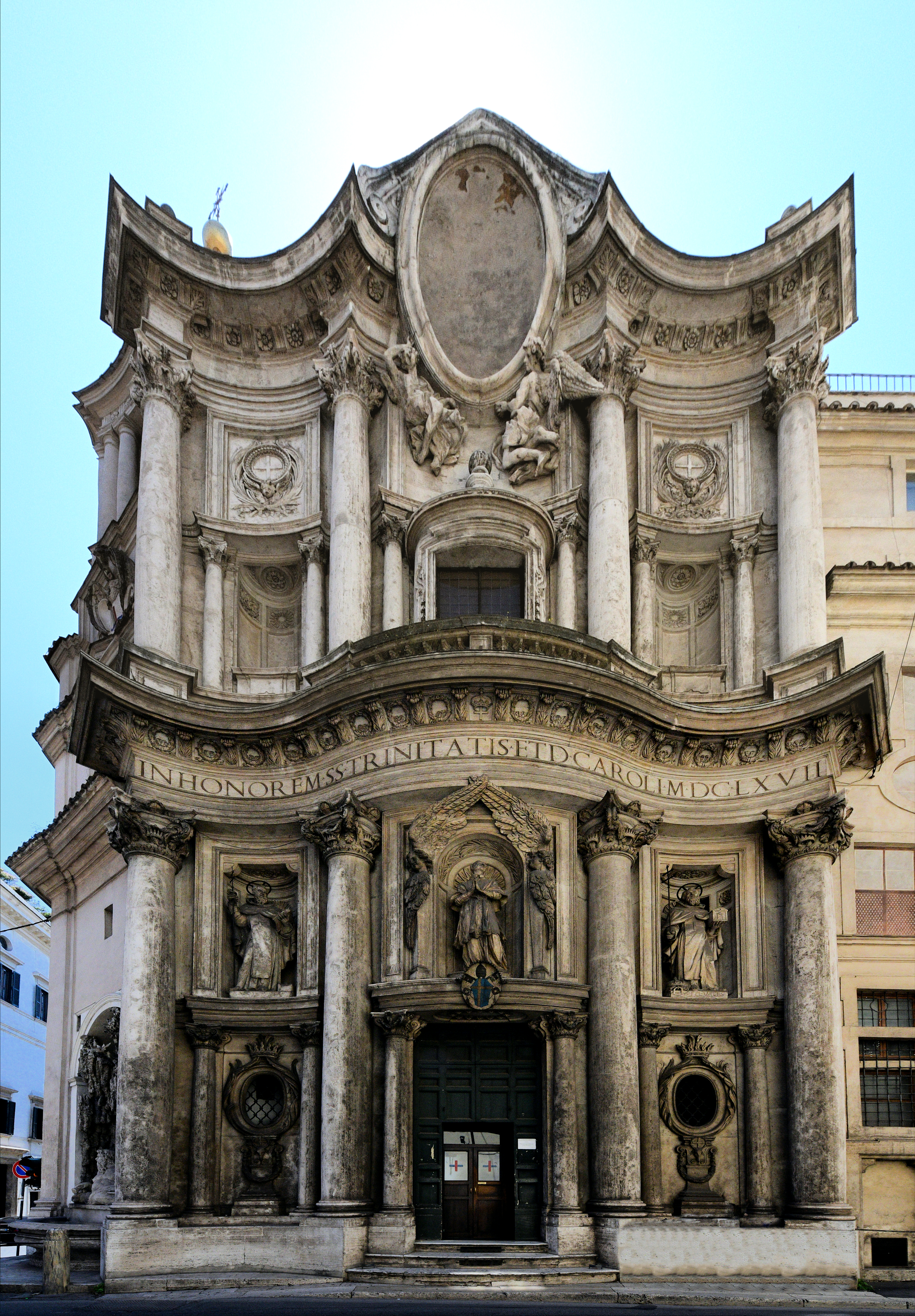
واجهة سان كارلو في النوافير الأربعة.

في عام 1634، تلقى بوروميني أول تفويض هام ومستقل لتصميم الكنيسة، الدير والمباني الرهبانية في سان كارلو ألي كواترو فونتان (المعروف أيضًا باسم سان كارلينو). يقع المجمع في هضبة كيرينال في روما، وقد تم تصميمه للآباء الثالوثيينالإسبان، وهو نظام ديني. أنهى المباني الرهبانية والدير أولاً، وبعد ذلك بنيت الكنيسة خلال الفترة 1638-1641، وفي عام 1646، خصصت لسان كارلو بوروميو. يعتبر الكثيرون أن الكنيسة تحفة نموذجية للهندسة المعمارية الرومانية الباروكية. سان كارلينو صغيرةٌ بشكل ملحوظ بالنظر إلى أهميتها للعمارة الباروكية. وقد لوحظ أن المبنى بأكمله سوف يتناسب مع أحد أرصفة القبة أرصفة القبة القديس بطرس .   

## الوفاة
مات بوروميني في روما منتحرا في 2 أغسطس 1667.

## روابط خارجية
- فرانشيسكو بوروميني على موقع الموسوعة البريطانية (الإنجليزية)
- فرانشيسكو بوروميني على موقع إن إن دي بي (الإنجليزية)
- فرانشيسكو بوروميني على موقع ديسكوغز (الإنجليزية)

- خريطة توضح موقع مباني بوروميني في روما
- جامعة كولومبيا: جوزيف كونورز، فرانشيسكو بوروميني: Opus Architectonicum، ميلان، 1998 : مقدمة لوصف بوروميني الخاص لـ Casa dei Filippini
- رواية بوروميني عن محاولته الانتحار الناجحة في النهاية
- Marvin Trachtenberg and Isabelle Hyman. Architecture: from Prehistory to Post-Modernism. ص. 346–7. مؤرشف من الأصل في 2019-12-05.
- بوروميني: صور ملونة داخلية نادرة